# Томислав Шипчић
Томислав Шипчић (Билећа, 1939 — Врбас, 8. јул 2022) био је генерал-мајор Војске Републике Српске и командант снага ВРС на самом почетку опсаде Сарајева.

## Биографија
Томислав Ристов Шипчић рођен је 1939. године у Билећи, у тадашњој Дринској бановини. У младости је играо фудбал за сарајевски Жељезничар. Након краћег играња у Жељезничару, преселио се у Љубљану где је завршио војну академију. Играо је и за љубљанску Олимпију, паралелно обављајући командне официрске дужности.
Шипчић је командовао југословенским снагама током десетодневног рата у Словенији и касније у раним фазама блокаде Сарајева током рата у Босни. Чин генерала-мајора добио је маја 1992. године у време када је постао први командант Сарајевско-романијског корпуса Војске Републике Српске. На челу овог корпуса остао је до августа 1992. године.
Пензионисан је 1993. године.
После кратке и тешке болести преминуо је 8. јула 2022. године у Врбасу.